# Katib Mammadov
Pour les articles homonymes, voir Mammadov.
Katib Mammadov (en azéri: Məmmədov Katib Səfər oğlu; né le 10 octobre 1963 à Gandja) est un sculpteur, pédagogue, peintre du peuple d'Ukraine, lauréat du prix international Répin, académicien de l'Académie russe des beaux-arts, peintre émérite, membre de l'Union des peintres d'Ukraine (1997), membre du « Congrès des Azerbaïdjanais d'Ukraine » (1999), membre de l'Union créative des artistes professionnels de Moscou (2008).

## Biographie
Dès son enfance Katib Mammadov lit de nombreux livres, dessine et réalise de diverses figures. Son père voit son talent extraordinaire et lui construit une petite maison dans un mûrier. Il entre à l’école d’art de Gandja. En Russie K. Mammadov travaille comme maçon et plâtrier dans la construction et, de 1985 à 1987, étudie à temps partiel au département de graphisme et de peinture de l'Institut pédagogique régional de Moscou, du nom de N.K. Krupskaya.
En 1987, il arrive à Kharkiv par hasard. De 1987 à 1988, il travaille comme maître au département de sculpture de l'Institut art-industriel de Kharkiv (aujourd'hui Académie d'État de design et d'art de Kharkiv). En 1988, il entre à la faculté de sculpture de l’Institut d’art et d’industrie de Kharkiv. Depuis 1993, Katib Mammadov est professeur à l'actuelle Académie d'État de design et d'art de Kharkiv.
Katib Mammadov vit et travaille en Ukraine et en Russie. Ses œuvres sont conservées dans des musées, galeries et collections privées du monde entier.

## Musée-atelier
Le musée-atelier de Katib Mammadov est situé à Kharkiv, en Ukraine. Plus de 300 œuvres du sculpteur y sont exposées. De nombreuses personnalités ukrainiennes visitent ce musée à plusieurs reprises et apprécient grandement les œuvres de l'auteur. Le musée est le seul centre culturel de premier plan représentant la culture azerbaïdjanaise en Ukraine. Des soirées culturelles, des cérémonies de présentation et d'autres programmes scientifiques et culturels sont toujours organisés au musée.